# ジェレミー・モンガ
ジェレミー・モンガ（Jeremy Ngola Monga, 2009年7月10日 - ）は、イングランド出身のサッカー選手。レスター・シティFC所属。ポジションはフォワード。

## 経歴
コヴェントリー・シティFCのアカデミーに所属し、U9カテゴリーからレスター・シティFCに入団。
2024年11月1日、プレミアリーグのアンダー世代の選手によって構成されるプレミアリーグ2のアストン・ヴィラ戦にて得点し、同リーグにおける最年少得点記録を更新した。
2025年4月8日、ニューカッスル戦にて途中出場し、クラブデビューを果たす。
8月13日、EFLカップハダースフィールド戦にて初先発し、レスター・シティのクラブ最年少先発選手となった。
同月16日、プレストン戦にて初ゴールを決めた。

## 代表歴
U-15、U-16カテゴリーのイングランド代表出場歴を持ち、U-16カテゴリーではキャプテンを務めた。

## 人物・エピソード
2025年4月8日、クラブデビューとなったニューカッスル戦において、モンガの15歳271日という年齢はプレミアリーグにおけるレスター・シティの最年少出場記録であり、同リーグ内においてもイーサン・ヌワネリの15歳185日に次ぐ歴代2位の若さとなった。
また同試合において、同じくフィールドプレイヤーとして出場したチームメイトのジェイミー・ヴァーディとの年齢差22年180日は、プレミアリーグ史上最大の年齢差記録となった。
2025年8月16日、プレストン戦にてプロ初得点を記録。このとき16歳37日であり、レスター・シティの最年少得点記録を46年ぶりに更新した。またジュード・ベリンガムが2019年に記録した16歳63日というチャンピオンシップリーグ最年少得点記録も併せて更新した。

## 個人成績
2025年8月17日現在
| 所属クラブ          | シーズン | リーグ             | リーグ | リーグ | FAカップ | FAカップ | EFLカップ | EFLカップ | その他 | その他 | 合計 | 合計 |
| 所属クラブ          | シーズン | ディビジョン       | 出場   | 得点   | 出場     | 得点     | 出場      | 得点      | 出場   | 得点   | 出場 | 得点 |
| ------------------- | -------- | ------------------ | ------ | ------ | -------- | -------- | --------- | --------- | ------ | ------ | ---- | ---- |
| レスター・シティU21 | 2024–25  | -                  | —      | —      | 0        | 0        | 0         | 0         | 3      | 0      | 3    | 0    |
| レスター・シティ    | 2024–25  | プレミアリーグ     | 7      | 0      | 0        | 0        | 0         | 0         | —      | —      | 7    | 0    |
| レスター・シティ    | 2025–26  | チャンピオンシップ | 2      | 1      | 0        | 0        | 1         | 0         | —      | —      | 3    | 1    |
| 通算                | 通算     | 通算               | 9      | 1      | 0        | 0        | 1         | 0         | 3      | 0      | 13   | 1    |

1. ↑  EFLトロフィーへの出場

## タイトル
個人
- デベロップメントチーム最優秀選手賞：2024-25[8]